# Rewiś dębowy
Rewiś dębowy (Neuroterus quercusbaccarum) – gatunek owada z rodziny galasówkowatych. Szkodnik żerujący na dębach i tworzący na nich galasy.

## Cykl życiowy
W ciągu roku powstają dwa pokolenia, a każde z nich wytwarza inny rodzaj galasów. Wiosną samica składa jaja na szypułkach męskich kwiatostanów dębu (czasami na liściach). Mają kulisty kształt, średnicę 4–7 mm i kolor od żółtozielonego do czerwonego. Przypominają wyglądem owoc czerwonej porzeczki. Na początku lata wylatują z nich dorosłe samce i samice, które po zapłodnieniu składają jaja na dolnej stronie liści dębu. Wylęgające się z nich larwy tworzą tarczowate, nieco owłosione galasy o średnicy 5–6 mm, początkowo żółtozielone, potem czerwone. Na jednym liściu może być nawet do 100 galasów. Znajdujące się w nich larwy zimują na opadłych liściach. Wiosną wylęgają się dorosłe owady, a ich samice składają jaja na kwiatostanach dębów i cykl życiowy się powtarza.

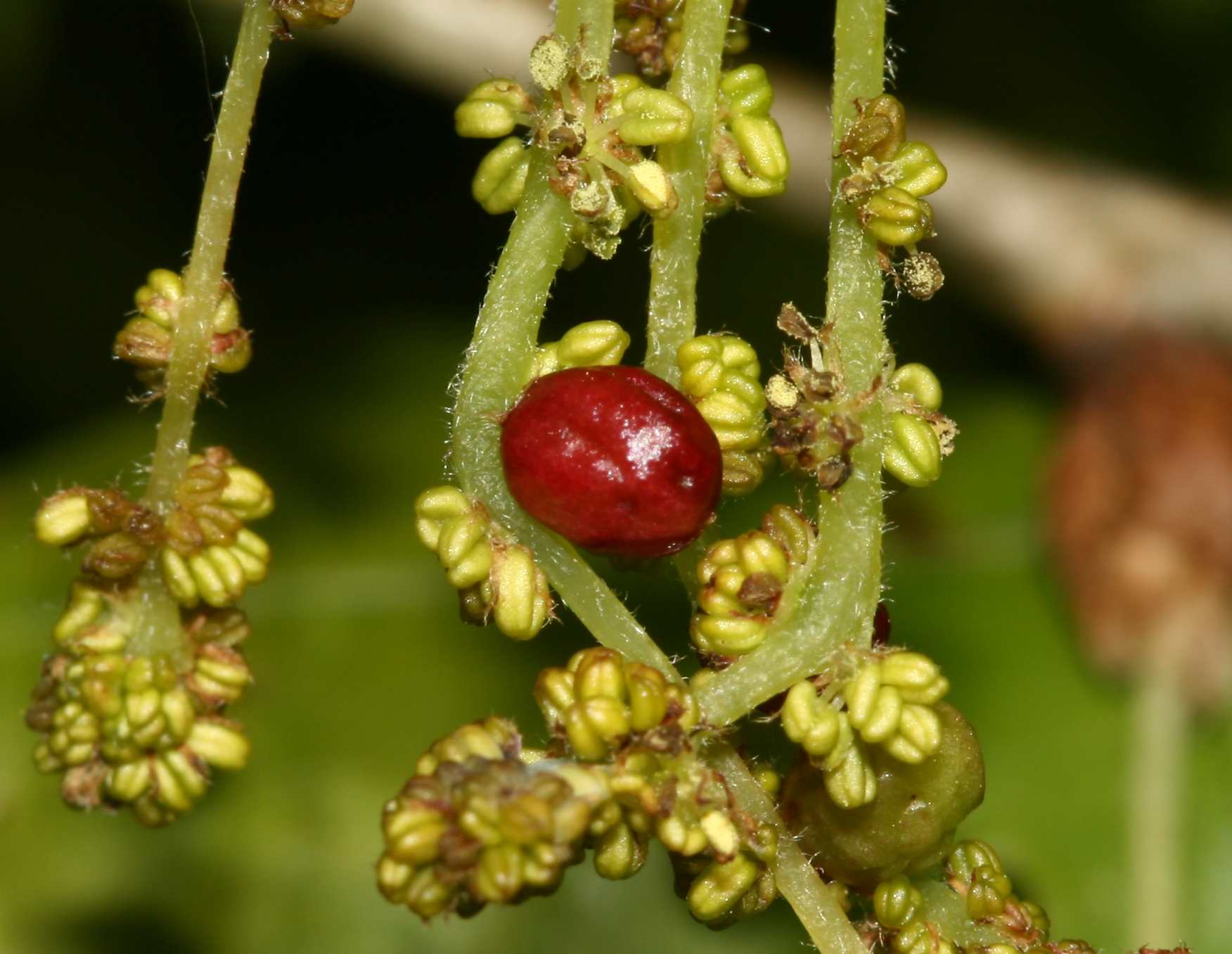
Wiosenne galasy na kwiatostanach
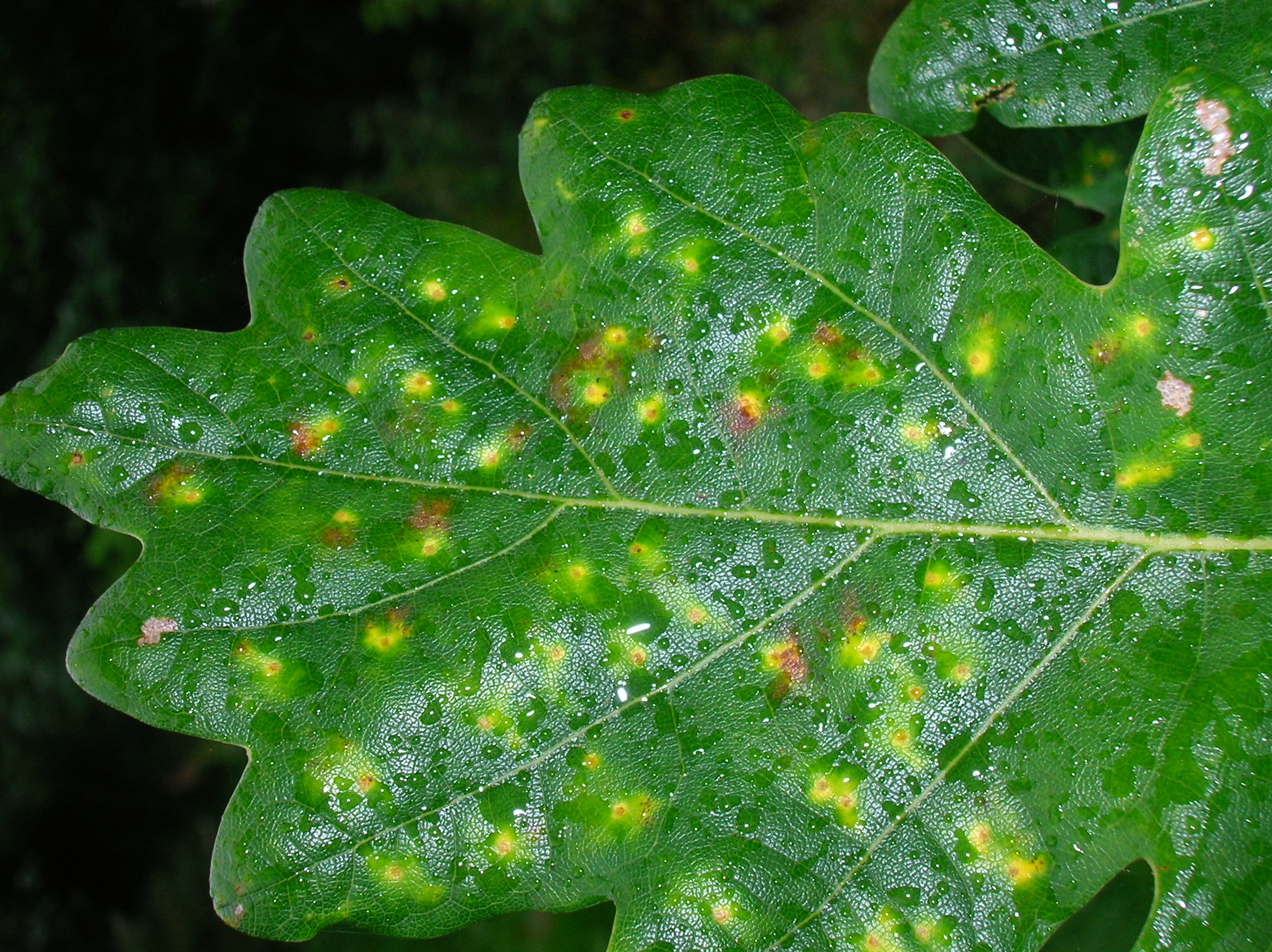
Górna strona liścia z galasami letnimi
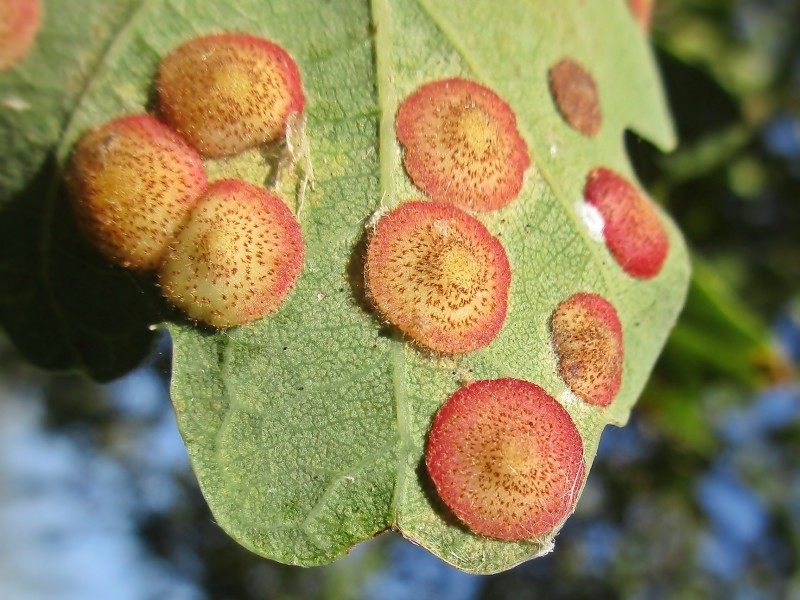
Galasy letnie

## Występowanie
Występuje w Europie, Azji Mniejszej i Afryce Północnej. Pasożytuje na następujących gatunkach dębów: Quercus cerris, Quercus frainetto, Quercus infectoria, Quercus petraea, Quercus pubescens, Quercus robur.

## Szkodliwość i zwalczanie
Generalnie nie stanowi dla dębów poważnego problemu, czasami jednak może wyrządzić duże szkody wśród młodych dębów, np. w szkółkach. Na młodych drzewkach można usuwać liście z galasami lub galasy z liści zaraz po ich zauważeniu, pomaga też jesienne wygrabywanie i spalanie liści spod dębów.

## Korelacje międzygatunkowe
Leżące na ziemi galasy Neuroterus quercusbaccarum są często zjadane przez różne gryzonie. Małe galasy są atakowane przez niektóre błonkówki z rodzaju Synerga. Galasy średniej wielkości są atakowane przez Mesopolobus tibialis, duże przez Torymus auratus. Obydwa gatunki pasożytniczych błonkówek wpływają na końcową wielkość dojrzałych galasów.